# Paul Nickeln
Paul Nickeln (født 21. juli 1968) er en canadisk fotograf, filmskaber og marinbiolog.

## Karriere
Nickeln er fast bidrager af fotos til tidsskriftet National Geographic. Han er fellow i International League of Conservation Photographers (ILCP). Nogle af hans fotos har været udstillet under overskriften "Extreme Exposure" på Annenberg Space of Photography i Los Angeles, Californien.
På en tur til Antarktis for at dokumentere søleopardernes liv havde han den oplevelse, at en hun af arten forsøgte at tage sig af ham ved at bringe ham føde i form af levende og døde pingviner. Han fortolker det sådan, at søleoparden "… indså, at jeg ganske enkelt var et udueligt rovdyr i hendes hav på vej til at dø af sult. Og jeg forestiller mig, at hun gik i panik og gik i gang med at … [vise] mig, hvordan jeg skulle æde pingvinen.
Nickeln holdt oplæg på TED2011, hvor hans tale, "Tales of Ice-Bound Wonderlands", fokuserede på den svindende havis som resultat af klimaforandringerne og global opvarmning.
I 2014 grundlagde han sammen med pioneren inden for moderne konserveringsfotografering, Cristina Mittermeier organisationen SeaLegacy, der anvender visuelle fortællinger og fotos til at sprede budskabet om bevaring af verdenshavene.
I april 2017 åbnede han Paul Nickeln Gallery i SoHo, New York City, som et rum for konserveringsfotografer og andre kunstnere inden for kunstverdenen.

## Priser
Paul Nickeln har modtaget priser fra Pictures of the Year International, Communication Arts og BBC Wildlife: Årets fotograf-konkurrencen. Her ses et udvalg af priserne:
- World Press Photo, førsteprisen, naturhistorie 2003
- World Press Photo, førsteprisen, naturhistorie 2006
- World Press Photo, andenprisen, naturhistorie 2007
- World Press Photo, tredjeprisen, naturhistorie 2007
- World Press Photo, førsteprisen, naturhistorie 2009

## Udgivelser

### Artikler (udvalgte)
- National Geographic
  - "Where Currents Collide" (august 2006)
  - "Leopard Seals" (november 2006)
  - "Vanishing Sea Ice" (juni 2007)
  - "Hunting Narwhals" (august 2007)
  - "Sailfish" (september 2008)
  - "Svalbard" (april 2009)
  - "South Georgia" (december 2009)

### Bøger
- Seasons of the Arctic (2009) Sierra Book Clubs
- Polar Sessions (2009) National Geographic Society
- Bear-Spirit of the Wild (2013) National Geographic Society
- Born to Ice (2018) teNeues Publishing Company